# Michelle Moran
Michelle Moran (San Fernando Valley, 11 agosto 1980) è una scrittrice statunitense. Sviluppando una passione per la scrittura fin da tenera età, ha iniziato a scrivere fin da quando aveva dodici anni, e ha ricevuto il maggiorato accademico in letteratura al Pomona College. A seguito di un lavoro in Israele come archeologa volontaria, ha ottenuto un MA dall'Università di Claremont.
Sono state le sue esperienze sui siti archeologici a darle l'ispirazioni per scrivere romanzi storici. Dopo aver lavorato come insegnante in un liceo per sei anni, Moran è al momento una scrittrice a tempo pieno, e vive a California.

## Opere
- La regina dell'eternità. Il romanzo di Nefertiti [Nefertiti: A Novel[1]], traduzione di Stefania Di Natale, Newton Compton Editori, 2009  [2007], ISBN 9788854114920.
- La regina eretica. Il romanzo di Nefertari [The Heretic Queen[2]], traduzione di Stefania Di Natale, Newton Compton Editori, 2009  [2008], ISBN 978-88-541-2870-5.
- 2009 - La figlia di Cleopatra (Cleopatra's Daughter[3]). Il libro narra la storia di Cleopatra Selene II e Alessandro Elio, figli gemelli di Cleopatra e Marco Antonio, a seguito della morte dei loro genitori.
- 2011 - Madame Tussaud: A Novel of the French Revolution[4]. Il libro racconta la storia di Marie Gosholtz, la futura "Madame Tussaud", artista prominente in cera durante la Rivoluzione Francese.
- 2012 - The Second Empress: A Novel of Napoleons Court. Il libro narra la storia di Maria Luisa d'Asburgo-Lorena, Duchessa di Parma, Imperatrice di Francia e Paolina Bonaparte
- 2015 - Rebel Queen. Il libro narra la storia di Rani Lakshmi Bai
- 2016 - Mata Hari's Last Dance. Il libro narra la storia di Mata Hari.
- 2024 - Maria. Il libro narra la storia di Maria von Trapp.